# معركة مونت سانت كوينتين
معركة مونت سانت كوينتين (بالإنجليزية: Battle of Mont Saint-Quentin) هي معركة دارت أحداثها في الجبهة الغربية خلال الحرب العالمية الأولى كجزء من الهجوم المضاد الذي قامت به قوات الحلفاء في نهاية صيف عام 1918.